# 농업박물관 (대한민국)
농업박물관(農業博物館)은 대한민국 서울 중구 충정로 1가에 있는 농업 전문 박물관이다. 농협중앙회가 1987년 11월에 설립한 이 박물관은 지상 2층, 지하 1층 구조이다. 평일 오전 9시부터 오후 4시까지 개장하며, 입장료는 무료다. 연면적은 약 3461.1726m3이고, 5,000여종의 유물을 소장 중이며 그중 2,000여점을 전시하고 있다.
1층의 농업역사관에서는 선사 시대부터 조선 시대까지의 시대별 농업정보와 중요한 농업관계의 역사적 사건들을 볼 수 있다. 2층의 농업생활관에서는 논밭의 사계절 모습과 한국 전통 농가의 생활상, 전통 장터의 모습 등을 볼 수 있다. 또한 이 곳은 세종 때 북방에서 6진을 개척한 김종서의 집터이다.

## 연혁
- 1985년 7월 : 설립안 확정.
- 1985년 10월 : 농업유물 수집운동 실시. 대한민국에서 약 1300여개 농협과 그 조합원 참여.
- 1987년 11월 : 충정로 1가에 개관.
- 1996년 8월 : 농업생활관 개관.
- 1997년 9월 : 갤러리 개관.
- 2002년 12월 : 농협중앙회 서울지역본부로 이전.
- 2005년 7월 : 현재의 자리에 신축 개관.

## 같이 보기
- 대한민국의 박물관과 미술관 목록